# 城阳区
城阳区是中国山东省青岛市所辖的一个市辖区，位于青岛市胶州湾北岸，辖区内设有青岛高新技术产业开发区。區人民政府駐正陽路201號。
城陽區起源於秦代的不其縣，因處在不其城以南，即城之陽而得名，已有2000多年曆史。城陽區設立於1994年。位於青島市區北部，兩面平原，一面環山，一面臨海，具有優越的區位優勢和交通優勢，與膠州灣跨海大橋、膠州灣隧道、膠東國際機場近在咫尺。

## 行政区划
城阳区于1994年4月由原崂山区析置，现辖8个街道：
城阳街道、夏庄街道、流亭街道、棘洪滩街道、上马街道、红岛街道、河套街道和惜福镇街道。

## 人口
2010年中国第六次人口普查时，城阳区共有人口737209人。共有家庭210870户，平均每户2.66人。14岁以下的少年儿童共86050人，占总人口11.67%；15-64岁人口共598022人，占总人口81.11%；65岁及以上的老年人共53137人，占总人口的7.207%。男性共计362904人，占总人口49.22%；女性共计374305，占总人口50.77%。本地居住的人口中，拥有本地户籍的人口为416846人，占56.54%。
2020年末，根據第七次全国人口普查數據，截至2020年11月1日零時，城陽區常住人口1109606人。

## 交通
- 铁路：城阳站（胶济线、胶济客运专线、青荣城际线），红岛站（济青高速线、青盐线）
- 公路： 308国道0公里起点。 204国道、 威青高速、 青银高速、 青兰高速。

### 轨道交通
1. 青岛地铁7号线（部分已建成，与青岛地铁1号线贯通运营）
2. 青岛地铁8号线（北段已建成）
3. 青岛地铁9号线（规划）
4. 青岛地铁10号线（规划）
5. 青岛地铁12号线（规划）
6. 青岛地铁15号线（规划）
7. 青岛地铁16号线（规划）

## 友好合作关系城区（市）
- 仁川广域市南洞区（2000年12月）